# Courcelles-sur-Vesle
Courcelles-sur-Vesle és un municipi francès situat al departament de l'Aisne i a la regió dels Alts de França. L'any 2007 tenia 324 habitants.

## Demografia

### Població
El 2007 la població de fet de Courcelles-sur-Vesle era de 324 persones. Hi havia 116 famílies de les quals 24 eren unipersonals (20 homes vivint sols i 4 dones vivint soles), 28 parelles sense fills, 56 parelles amb fills i 8 famílies monoparentals amb fills.
La població ha evolucionat segons el següent gràfic:
Habitants censats

### Habitatges
El 2007 hi havia 138 habitatges, 118 eren l'habitatge principal de la família, 14 eren segones residències i 6 estaven desocupats. 126 eren cases i 12 eren apartaments. Dels 118 habitatges principals, 87 estaven ocupats pels seus propietaris, 26 estaven llogats i ocupats pels llogaters i 5 estaven cedits a títol gratuït; 6 tenien dues cambres, 27 en tenien tres, 34 en tenien quatre i 51 en tenien cinc o més. 95 habitatges disposaven pel capbaix d'una plaça de pàrquing. A 54 habitatges hi havia un automòbil i a 56 n'hi havia dos o més.

### Piràmide de població
La piràmide de població per edats i sexe el 2009 era:
| Homes | Edats   | Dones |
| ----- | ------- | ----- |
| 0     | 95 o +  | 0     |
| 0     | 90 a 94 | 0     |
| 0     | 85 a 89 | 0     |
| 4     | 80 a 84 | 0     |
| 8     | 75 a 79 | 8     |
| 4     | 70 a 74 | 4     |
| 8     | 65 a 69 | 4     |
| 0     | 60 a 64 | 8     |
| 4     | 55 a 59 | 8     |
| 4     | 50 a 54 | 8     |
| 4     | 45 a 49 | 0     |
| 8     | 40 a 44 | 8     |
| 16    | 35 a 39 | 16    |
| 16    | 30 a 34 | 24    |
| 16    | 25 a 29 | 12    |
| 12    | 20 a 24 | 8     |
| 8     | 15 a 19 | 4     |
| 4     | 10 a 14 | 16    |
| 28    | 5 a 9   | 28    |
| 8     | 0 a 4   | 20    |

## Economia
El 2007 la població en edat de treballar era de 207 persones, 144 eren actives i 63 eren inactives. De les 144 persones actives 121 estaven ocupades (72 homes i 49 dones) i 23 estaven aturades (14 homes i 9 dones). De les 63 persones inactives 12 estaven jubilades, 18 estaven estudiant i 33 estaven classificades com a «altres inactius».

### Ingressos
El 2009 a Courcelles-sur-Vesle hi havia 124 unitats fiscals que integraven 332 persones, la mediana anual d'ingressos fiscals per persona era de 14.476 €.

### Activitats econòmiques
Dels 7 establiments que hi havia el 2007, 3 eren d'empreses de construcció, 1 d'una empresa de comerç i reparació d'automòbils, 1 d'una empresa de transport i 2 d'empreses d'hostatgeria i restauració.
Dels 4 establiments de servei als particulars que hi havia el 2009, 1 era una fusteria, 1 electricista, 1 empresa de construcció i 1 restaurant.
L'únic establiment comercial que hi havia el 2009 era una botiga de menys de 120 m².

## Equipaments sanitaris i escolars
El 2009 hi havia una escola elemental integrada dins d'un grup escolar amb les comunes properes formant una escola dispersa.

## Poblacions més properes
El següent diagrama mostra les poblacions més properes.